# Krzywa Lorenza

Krzywa Lorenza światowego i europejskiego PKB (2013)

Krzywa Lorenza – krzywa opisująca stopień koncentracji (nierównomierności podziału globalnego zasobu cechy) jednowymiarowego rozkładu zmiennej losowej o wartościach nieujemnych.
Jest ona często wykorzystywana w ekonometrii do liczbowego wyrażania koncentracji kapitału i nierównomierności zarobków. Ma również zastosowania w ekologii.

## Definicja
Jeśli obserwacje statystyczne w próbie o liczności {\displaystyle N} są posortowane ze względu na wartości cechy {\displaystyle Z,} która przyjmuje wartości nieujemne i choć dla jednej obserwacji jest dodatnia, czyli:
{\displaystyle 0\leqslant z_{1}\leqslant z_{2}\leqslant \dots \leqslant z_{N},}
{\displaystyle \sum _{i=1}^{N}z_{i}>0.}
Wówczas krzywa Lorenza jest łamaną, której wierzchołki {\displaystyle (x_{h},y_{h}),} dla {\displaystyle h=0,1,\dots ,N,} mają współrzędne:
{\displaystyle x_{0}=y_{0}=0,}
{\displaystyle x_{h}={\frac {h}{N}},}
{\displaystyle y_{h}={\frac {\sum _{i=1}^{h}z_{i}}{\sum _{i=1}^{N}z_{i}}},}
gdzie {\displaystyle h=1,2,\dots ,N.}
Krzywa Lorenza zawiera się w kwadracie jednostkowym, przy czym jej końce to dolny lewy i górny prawy wierzchołek kwadratu (oczywiście {\displaystyle x_{N}=y_{N}=1}). Ponadto, ponieważ 
{\displaystyle 0\leqslant z_{1}\leqslant z_{2}\leqslant \dots \leqslant z_{N}\implies \forall _{h\geqslant 1}\forall _{j\geqslant h}:z_{j}\geqslant {\frac {1}{h}}\sum _{k=1}^{h}z_{k}}

to zachodzi 
{\displaystyle \sum _{i=1}^{N}z_{i}=\sum _{i=1}^{h}z_{i}+\sum _{i=h+1}^{N}z_{i}\geqslant \sum _{i=1}^{h}z_{i}+{\frac {N-h}{h}}\sum _{i=1}^{h}z_{i}={\frac {N}{h}}\sum _{i=1}^{h}z_{i}}

skąd wynika, że 
{\displaystyle y_{h}={\frac {\sum _{i=1}^{h}z_{i}}{\sum _{i=1}^{N}z_{i}}}\leqslant {\frac {h}{N}}=x_{h}}
Powyższe nierówności stają się równościami wtedy i tylko wtedy, gdy wszystkie obserwacje są sobie równe i różne od zera. Wówczas krzywa Lorenza pokrywa się z przekątną kwadratu jednostkowego. W przypadku wystąpienia jakichkolwiek różnic między wartościami obserwacji krzywa Lorenza odchyla się i przebiega poniżej tej przekątnej, dlatego przebieg i kształt krzywej Lorenza względem przekątnej kwadratu jednostkowego odwzorowuje nierówności w obserwacjach danej cechy.  
Najbardziej znaną miarą tej własności krzywej Lorenza jest pole pomiędzy tą krzywą a przekątną kwadratu, nazywane wskaźnikiem Giniego.  
Czasem też rysuje się nieznormalizowaną krzywą Lorenza, dla której:
{\displaystyle x_{h}=h,}
{\displaystyle y_{h}=\sum _{i=1}^{h}z_{i}.}
Wówczas nieco utrudnione jest obliczanie wskaźnika Giniego, ale oś OY można opisać w jednostkach danego dobra (np. w PLN).

## Przykład interpretacji
Jeśli jakiś punkt krzywej Lorenza ma współrzędne {\displaystyle (0,6;0,3),} to oznacza, że suma 60% obserwacji o najmniejszych wartościach stanowi 30% całej sumy, np. 60% najbiedniejszych ludzi posiada 30% całego majątku społeczeństwa.
Im bliżej przekątnej jest krzywa Lorenza, tym rozkład jest bardziej równomierny.

## Zastosowanie w ekonometrii
Krzywa Lorenza jest często wykorzystywana w ekonometrii do opisywania stopnia nierówności dystrybucji dochodów w społeczeństwie.

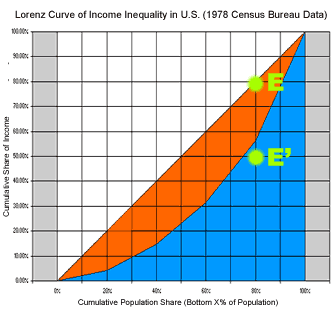

Krzywa nachylona pod kątem 45 stopni przedstawia równomierny rozkład dochodów w społeczeństwie. Równomierny rozkład dochodów oznacza na przykład, że 80% dochodów otrzymuje 80% społeczeństwa (punkt E). Przykładem nierówności może być fakt, że 80% ludności dysponuje zaledwie 50% dochodów (punkt E′).

## Zastosowanie w geografii ludności
Krzywa Lorenza jest stosowana w geografii ludności do obrazowania nierównomierności gęstości zaludnienia w podjednostkach terenowych.